# ICCF

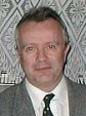
Eric Ruch

La Federació Internacional d'Escacs per Correspondència (en anglès International Correspondence Chess Federation, ICCF) fou fundada el 1951 com a nova versió de la ICCA (Associació Internacional d'Escacs per Correspondència, en anglès, International Correspondence Chess Association), que fou fundada ee 1945, al seu torn com a successora de la IFSB (Internationaler Fernschachbund), fundada el 1928. L'actual president és Eric Ruch.

## Escacs per correspondència
Els escacs per correspondència són una varietat dels escacs que es juga a distància, en situacions en què els oponents no estan situats cara a cara. Els moviments són comunicats a través de mitjans de missatgeria:
- Missatgers.
- Enviaments postals (en el passat, els escacs postals foren la forma de joc més comuna en la ICCF.)
- Transmissió electrònica (correu electrònic i servidors web. http://www.iccf-webchess.com/

En molts esports, només és possible de jugar regularment en competicions internacionals un cop s'ha arribat a un nivell d'elit nacional. Un dels factors que fan atractius els escacs per correspondència és que es pot jugar a nivell internacional des del primer moment.

## Abans de la ICCF
Algunes fonts indiquen que els escacs per correspondència ja es jugaven al segle xii, tot i que aquesta afirmació és en dubte. Al segle xix, diversos clubs d'escacs i revistes varen començar a organitzar torneigs regularment, tant a nivell nacional com internacional. La primera lliga internacional (IFSB) es fundà el 1928. Aleksandr Alekhin, Paul Keres i Max Euwe han estat famosos entusiastes dels escacs per correspondència durant alguns períodes de la seva carrera escaquística.

## Membres Actuals
ICCF, el successor actual de la IFSB, és una federació internacional de la qual són membres federacions nacionals. Actualment hi ha arreu del món més de 60 federacions nacionals, amb més de 100.000 jugadors en conjunt que practiquen els escacs per correspondència. En general, aquests jugadors juguen diverses partides de manera simultània, fins i tot més de 100, tot i que hi ha alguns jugadors forts que pensen que 15 partides per correspondència alhora és el límit màxim admissible.

## Presidents d'ICCF
- [2]
- 1951-1953. Jean Louis Ormond ( Suïssa, 1894-1986)
- 1953-1959. Anders Elgesem ( Noruega, 1888-1968)
- 1960-1987. Hans Werner von Massow ( Alemanya, 1912-1988)
- 1988-1995. Henk Mostert ( Països Baixos, 1925-2002)
- 1997-2003. Alan Borwell ( Escòcia, 1937)
- 2003-2004. Josef Mrkvicka ( Txèquia, 1951)
- 2005-2009. Mohamed Samraoui ( Algèria, 1953)
- 2009-..... Erich Ruch ( França, 1961)

## Títols Internacionals
Per diferenciar la força dels escaquistes, la FIDE crea en 1950 els títols vitalicis honorífics de Gran Mestre i Mestre Internacional.
A partir de 1953 la ICCF resol premiar d'la mateixa manera als que participin en competències epistolars. El 1998 introdueix el títol intermedi de Mestre Internacional Sènior. Per reconèixer el treball d'organització, crea en 1966 el títol de Àrbitre Internacional. A las dones les distingeix com Mestra Internacional Femenina des de 1975 i posteriorment poden arribar al de Gran Maestra Femenina a partir de 1996.

## Torneigs
La ICCF, que fa servir la seva pròpia notació escaquística per registrar el desenvolupament de les partides, organitza molts torneigs: individuals i per equips, torneigs per a normes i torneigs de promoció (des de torneigs oberts fins a torneigs per a mestres). Ambdós en versions postal i per e-mail. Es juguen pràcticament el mateix tipus de torneigs dins les 3 zones en què la ICCF està dividida: Europa, Zona Mundial (Amèrica/Oceania) i Àfrica/Àsia.
La ICCF coopera de prop amb la principal organització internacional dels escacs, la FIDE, de manera que tots els títols, campionats, i classificacions de la ICCF són reconeguts per la FIDE.

### Campionats del món
Homes
| N° | Anys      | Campió                                                                          | Subcampió                                                             |
| -- | --------- | ------------------------------------------------------------------------------- | --------------------------------------------------------------------- |
| 1  | 1950-1953 | Cecil Purdy Austràlia                                                           | Harald Malmgren Suècia                                                |
| 2  | 1956-1959 | Viacheslav Ragozin Unió Soviètica                                               | Lucius Endzelins Austràlia                                            |
| 3  | 1959-1962 | Albéric O' Kelly Bèlgica                                                        | Piotr Dubinin Unió Soviètica                                          |
| 4  | 1962-1965 | Vladimir Zagorovsky Unió Soviètica                                              | Georgy Borisenko Unió Soviètica                                       |
| 5  | 1965-1968 | Hans Berliner Estats Units                                                      | Jaroslav Hybl Txecoslovàquia                                          |
| 6  | 1968-1971 | Horst Rittner Alemanya de l'Est                                                 | Vladimir Zagorovsky Unió Soviètica                                    |
| 7  | 1972-1976 | Yakov Estrin Unió Soviètica                                                     | Jozef Boey Bèlgica                                                    |
| 8  | 1975-1980 | Jorn Sloth Dinamarca                                                            | Vladimir Zagorovsky Unió Soviètica                                    |
| 9  | 1977-1983 | Tonu Oim Unió Soviètica                                                         | Fritz Baumbach Alemanya de l'Est                                      |
| 10 | 1978-1984 | Vytas Palciauskas Estats Units                                                  | Juan Morgado Argentina                                                |
| 11 | 1983-1989 | Fritz Baumbach Alemanya de l'Est                                                | Gennadi Nesis Unió Soviètica                                          |
| 12 | 1984-1991 | Grigori Sanakóiev Unió Soviètica                                                | Josef Franzen Eslovàquia                                              |
| 13 | 1989-1998 | Mikhail Umansky Unió Soviètica                                                  | Erik Bang Dinamarca                                                   |
| 14 | 1994-2000 | Tonu Oim Estònia                                                                | Ove Ekebjaerg Dinamarca                                               |
| 15 | 1996-2002 | Gert Timmerman Països Baixos                                                    | Joop van Oosterom Països Baixos                                       |
| 16 | 1999-2004 | Tunc Hamarat Turquia                                                            | Rudolf Maliangkay Països Baixos                                       |
| 17 | 2002-2007 | Ivar Bern Noruega                                                               | Wolfgang Rohde Alemanya                                               |
| 18 | 2003-2005 | Joop van Oosterom Països Baixos                                                 | Hans Elwert Alemanya                                                  |
| 19 | 2004-2007 | Christophe Léotard França                                                       | Frank Gerhardt Alemanya                                               |
| 20 | 2004-2011 | Pertti Lehikoinen Finlàndia                                                     | Stefan Winge Suècia                                                   |
| 21 | 2005-2008 | Joop van Oosterom Països Baixos                                                 | Alexander Ugge Canadà                                                 |
| 22 | 2007-2010 | Aleksandr Dronov Rússia                                                         | Jürgen Bücker Alemanya                                                |
| 23 | 2007-2010 | Ulrich Stephan Alemanya                                                         | Thomas Winckelmann Alemanya                                           |
| 24 | 2009-2011 | Marjan Semri Eslovènia                                                          | Hans Wunderlich Alemanya                                              |
| 25 | 2009-2013 | Fabio Finocchiaro Itàlia                                                        | Richard Hall Anglaterra                                               |
| 26 | 2010-2014 | Ron Langeveld Països Baixos                                                     | Florin Serban Romania                                                 |
| 27 | 2011-2014 | Aleksandr Dronov Rússia                                                         | Matthias Kribben Alemanya                                             |
| 28 | 2013-2016 | Leonardo Ljubicic Croàcia                                                       | Horacio Neto Portugal                                                 |
| 29 | 2015-2018 | Aleksandr Dronov Rússia                                                         | Jacek Oskulski Polònia                                                |
| 30 | 2017-2019 | Andrey Kochemasov Rússia                                                        | Enver Efendiyev Rússia                                                |
| 31 | 2019-2022 | Fabian Stanach Polònia, · Christian Muck Àustria. · Ron Langeveld Països Baixos |                                                                       |
| 32 | 2020-2022 | Jon Edwards Estats Units                                                        | Sergey Osipov Rússia, · Horacio Neto Portugal, · Michel Lecroq França |

 Dones 
| N° | Anys      | Campiona                      | Subcampiona |
| -- | --------- | ----------------------------- | --- |
| 1  | 1968-1972 | Olga Rubtsova Unió Soviètica  | Gertrude Schoisswohl Àustria                                                                                     |
| 2  | 1972-1977 | Lora Jakovleva Unió Soviètica | Olga Rubtsova Unió Soviètica                                                                                     |
| 3  | 1978-1984 | Luba Kristol Israel           | Merike Rötova Unió Soviètica                                                                                     |
| 4  | 1984-1992 | Ljudmila Belavenets Rússia    | Nina Orlova Rússia                                                                                               |
| 5  | 1993-1998 | Luba Kristol Israel           | Ingrida Priedite Letònia                                                                                         |
| 6  | 2000-2005 | Alessandra Riegler Itàlia     | Maja Zelcic Croàcia                                                                                              |
| 7  | 2002-2006 | Olga Sukhareva Rússia         | Mary Jones Anglaterra                                                                                            |
| 8  | 2007-2010 | Olga Sukhareva Rússia         | Marie Bazantová Txèquia                                                                                          |
| 9  | 2011-2014 | Irina Perevertkina Rússia     | Maria Lisitcina Rússia                                                                                           |
| 10 | 2014-2017 | Irina Perevertkina Rússia     | Tatiana Moyeenko Ucraïna                                                                                         |
| 11 | 2017-2020 | Irina Perevertkina Rússia     | Vilma Dambrauskaite Lituània, · Tatiana Moyeenko Ucraïna                                                         |
| 12 | 2020-2023 | Irina Perevertkina Rússia     | Tetiana Yurchuk Ucraïna, · Victoria Schweer Alemanya, · Luz Tinjacá Ramirez Itàlia, · Dawn Williamson Anglaterra |

### Olimpíades per equipes nacionals
Homes 
| N° | Anys      | Or             | Plata             | Bronce            |  |
| -- | --------- | -------------- | ----------------- | ----------------- |  |
| 1  | 1949-1952 | Hongria        | Txecoslovàquia    | Suècia            |  |
| 2  | 1952-1955 | Txecoslovàquia | Suècia            | Alemanya          |  |
| 3  | 1958-1961 | Unió Soviètica | Hongria           | Iugoslàvia        |  |
| 4  | 1962-1964 | Unió Soviètica | Alemanya de l'Est | Suècia            |  |
| 5  | 1965-1968 | Txecoslovàquia | Unió Soviètica    | RFA               |  |
| 6  | 1968-1972 | Unió Soviètica | Txecoslovàquia    | Alemanya de l'Est |  |
| 7  | 1972-1976 | Unió Soviètica | Bulgària          | Regne Unit        |  |
| 8  | 1977-1982 | Unió Soviètica | Hongria           | Regne Unit        |  |
| 9  | 1982-1987 | Regne Unit     | RFA               | Unió Soviètica    |  |
| 10 | 1987-1995 | Unió Soviètica | Anglaterra        | Alemanya de l'Est |  |
| 11 | 1992-1999 | Txecoslovàquia | Alemanya          | Canadà            |  |
| 12 | 1998-2004 | Alemanya       | Lituània          | Letònia           |  |
| 13 | 2004-2009 | Alemanya       | Txèquia           | Polònia           |  |
| 14 | 2002-2006 | Alemanya       | Lituània          | Estats Units      |  |
| 15 | 2006-2009 | Noruega        | Alemanya          | Països Baixos     |  |
| 16 | 2010-2016 | Txèquia        | Alemanya          | França            |  |
| 17 | 2009-2012 | Alemanya       | Espanya           | Itàlia            |  |
| 18 | 2012-2016 | Alemanya       | Eslovènia         | Espanya           |  |
| 19 | 2016-2021 | Bulgària       | Alemanya          | Txèquia · Polònia |  |
| 20 | 2016-2019 | Alemanya       | Rússia            | Espanya           |  |
| 21 | 2020-2023 | Alemanya       | Luxemburg         | Estats Units      |  |

 Dones 
| N° | Anys      | Or             | Plata          | Bronce         |
| -- | --------- | -------------- | -------------- | -------------- |
| 1  | 1974-1979 | Unió Soviètica | RFA            | Txecoslovàquia |
| 2  | 1980-1986 | Unió Soviètica | Txecoslovàquia | Iugoslàvia     |
| 3  | 1986-1992 | Unió Soviètica | Txecoslovàquia | Hongria        |
| 4  | 1992-1997 | Txèquia        | Rússia         | Polònia        |
| 5  | 1997-2003 | Rússia         | Alemanya       | Txèquia        |
| 6  | 2003-2006 | Lituània       | Alemanya       | Itàlia         |
| 7  | 2007-2009 | Eslovènia      | Lituània       | Alemanya       |
| 8  | 2008-2010 | Polònia        | Bulgària       | Itàlia         |
| 9  | 2011-2014 | Rússia         | Lituània       | Alemanya       |
| 10 | 2015-2017 | Alemanya       | Lituània       | Rússia         |

## Copa del Món ICCF
És un torneig obert als escaquistes de tot el món sense distinció de categories, edat ni sexe. Creada el 1968, s'ha disputat en 22 oportunitats. L'alemany Reinhard Moll es va quedar amb la Copa 5 vegades.
| N°     | Anys      | Campió                             |                   |
| ------ | --------- | ---------------------------------- | ----------------- |
| 1      | 1973-1977 | Karl Maeder                        | Alemanya de l'Est |
| 2      | 1977-1983 | Gennadi Nesis                      | Unió Soviètica    |
| 3      | 1981-1986 | Nikolai Rabinovich                 | Unió Soviètica    |
| 4      | 1984-1989 | Albert Popov                       | Unió Soviètica    |
| 5 (A)  | 1987-1994 | Alekandr Frolov                    | Ucraïna           |
| 5 (B)  | 1987-1994 | Gert Timmerman                     | Països Baixos     |
| 6      | 1994-1999 | Olita Rause                        | Letònia           |
| 7      | 1994-2001 | Aleksey Lephikov                   | Ucraïna           |
| 8      | 1998-2002 | Horst Staudler                     | Alemanya          |
| 9      | 1998-2001 | Edgar Prang                        | Alemanya          |
| 10     | 2001-2005 | Frank Schröder                     | Alemanya          |
| 11     | 2008-2011 | Reinhard Moll                      | Alemanya          |
| 12 (E) | 2005-2007 | Reinhard Moll                      | Alemanya          |
| 12 (P) | 2009-2013 | Mathias Gleichmann                 | Alemanya          |
| 13     | 2009-2012 | Reinhard Moll                      | Alemanya          |
| 14     | 2009-2012 | Reinhard Moll                      | Alemanya          |
| 15     | 2012-2015 | Klemen Sivic                       | Eslovènia         |
| 16     | 2013-2016 | Uwe Nogga                          | Alemanya          |
| 17     | 2014-2017 | Mathias Gleichmann                 | Alemanya          |
| 18     | 2015-2019 | Reinhard Moll, Stefan Ulbig        | Alemanya          |
| 19     | 2014-2016 | Thomas Herfuth                     | Alemanya          |
| 20     | 2017-2020 | Sergey Kishkin                     | Rússia            |
| 21     | 2019-2021 | Mathias Gleichmann                 | Alemanya          |
| 22     | 2021-2023 | Dmitry Morozov Matthias Gleichmann | Rússia · Alemanya |

## Copa del món de veterans
Está reservada per als escaquistes de més de 60 anys, sense distinció de categories ni sexe. Es desenvolupa en tres etapes: preliminar, semifinal i final.
| N°  | Any       | Campió | |
| --- | --------- | --- | --- |
| 01. | 2009-2011 | Rob Kruis | Països Baixos |
| 02. | 2013-2014 | Vladimir Sergeev | Rússia |
| 03. | 2014-2016 | Frits Bleker | Grècia |
| 04. | 2015-2017 | Reinhard Sikorsky | Alemanya |
| 05. | 2016-2017 | Ralf Neubauer | Alemanya |
| 06. | 2017-2019 | Mattia Boccia | Itàlia |
| 07. | 2018-2020 | Sergey Novikov | Rússia |
| 08. | 2019-2021 | Guy van Habberney | Bèlgica |
| 09. | 2020-2022 | Jean Claude Schuller | Luxemburg |
| 10. | 2021-2023 | Gediminas Voveris | Lituània |
| 11. | 2022-2024 | Dan Geanǎ | Romania |
| 12. | 2023-2024 | Rudolf Köhl Manfred Dorer Evgeny Pdvoysky Michel Boulanger Valeriy Khanas Carlos Vieites Yuri Anokhin Jo Wharrier Vladimir Dmitriev Matjaž Pirš Zdeněk Straka | Alemanya · Alemanya · Rússia · Canadà · Ucraïna · Argentina · Ucraïna · Anglaterra · Estònia · Bulgària · Txèquia |